# Єрмолінський Сергій Олександрович
Єрмолінський Сергій Олександрович (рос. Ермолинский Сергей Александрович; *14 грудня 1900, Вільно — †18 лютого 1984, Москва) — радянський російський журналіст, кіносценарист, літератор, драматург.

## Життєпис
Народився 14 грудня 1900 р. у Вільно. Закінчив Московський університет (1925). Був кореспондентом газет «Комсомольськая правда» і «Правда».
В кіно працював з 1925 р.
Автор п'єси «Грибоєдов» (1946—1947), поставленої в драматичному театрі ім. К. С. Станіславського 15 грудня 1951.
У 1940 році був репресований (справжня мета арешту — вимога зганьбити М. А. Булгакова), засуджений до трьох років заслання до Кзил-Ординської області, а реабілітований в 1956 р.
Помер 18 лютого 1984 р. у Москві.

## Фільмографія
Сценарист:
- «Земля жадає» (1930)
- «Подія в місті Сен-Луї» (1932, у співавт.)
- «Піднята цілина» (1939, у співавт.)
- «Справа Артамонових» (1941)
- «Машенька» (1942, у співавт.)
- «Робінзон Крузо» (1946, у співавт.)
- «В ім'я життя» (1946, у співавт.)
- «Три зустрічі» (1948, у співавт.)
- «Дорога» (1955)
- «Стьопа-моряк» (1955, мультфільм)
- «Справа № 306» (1956, у співавт.)
- «Неповторна весна» (1957)
- «На початку століття» (1961)
- «Друг мій, Колька!..» (1961, у співавт. з О. Хмеликом)
- «Бий, барабан!» (1962, у співавт.)
- «Де ти тепер, Максиме?» (1964)
- «Невловимі месники» (1966, у співавт.)
- «Мій дім — театр» (1975)
- «Ескадрон гусар летючих» (1980) та ін.

В Україні за його сценаріями створено фільми:
- «Темне царство» (1929, у співавт.),
- «Танкер „Дербент“» (1940).